# Torre Keangnam (Hanoi)
La Torre Keangnam (nota anche come Keangnam Hanoi Landmark Tower, AON Hanoi Landmark Tower o AON Landmark 72) è un grattacielo situato nel distretto di Nam Từ Liêm ad Hanoi, la capitale del Vietnam.
Il complesso è costituito da una torre da 72 piani ad uso misto e due torri gemelle da 48 piani. Al termine della sua costruzione, superò il Bitexco Financial Tower, diventando l'edificio più alto della città e del Vietnam. Ha detenuto il record nazionale fino al 2018, anno in cui è stato completato il Landmark 81 di Ho Chi Minh.